# فرانك لوسيان ويليام
فرانك لوسيان ويليام (بالإنجليزية: Frank Hale)‏ هو طيار بطل أمريكي، ولد في 6 أغسطس 1895 في سيراكيوز في الولايات المتحدة، وتوفي في 7 يونيو 1944 في بوفالو في الولايات المتحدة.